# Estación de Pedrera
Pedrera es una estación de ferrocarril situada en el municipio español homónimo, en la provincia de Sevilla, comunidad autónoma de Andalucía. Cuenta con servicios de media distancia operados por Renfe.

## Situación ferroviaria
Se encuentra en el punto kilométrico 95 de la línea férrea de ancho ibérico Utrera-Fuente de Piedra, a 457,75 metros de altitud, entre las estaciones de Osuna y de Fuente de Piedra.
El tramo es de vía única y está sin electrificar.

## Historia
La estación fue abierta al tráfico el 24 de febrero de 1878 con la apertura de la línea que unía Osuna con La Roda de Andalucía. Las obras corrieron a cargo de la Compañía de los Ferrocarriles Andaluces. Dicha empresa gestionó la estación hasta la nacionalización del ferrocarril en España en 1941 y la creación de RENFE.
Desde el 31 de diciembre de 2004 Adif es la titular de las instalaciones.

## Servicios ferroviarios

### Media Distancia
Renfe Operadora presta servicios de Media Distancia en la estación gracias a sus líneas 67 y 68 que tienen como principales destinos, Sevilla, Málaga y Almería.
| Línea MD | Trenes | Origen/Destino |  | Destino/Origen |
| -------- | ------ | -------------- |  | -------------- |
| 67       | MD     | Sevilla        |  | Málaga         |
| 68       | MD     | Sevilla        |  | Almería        |